# Scaptomyza latitergum
Scaptomyza latitergum är en tvåvingeart som beskrevs av Hardy 1965. Scaptomyza latitergum ingår i släktet Scaptomyza och familjen daggflugor. Inga underarter finns listade i Catalogue of Life.